# جو باين (موسيقي)
جو باين (بالإنجليزية: Joe Payne)‏ هو موسيقي أمريكي، ولد في 1984 في تامبا في الولايات المتحدة.

## وصلات خارجية
- جو باين على موقع ميوزك برينز (الإنجليزية)
- جو باين على موقع ديسكوغز (الإنجليزية)